# Bispo Medeiros
Bispo Medeiros ist ein Stadtteil von Dili. Er ist nach Bischof António Joaquim de Medeiros benannt.

## Geographie und Einrichtungen

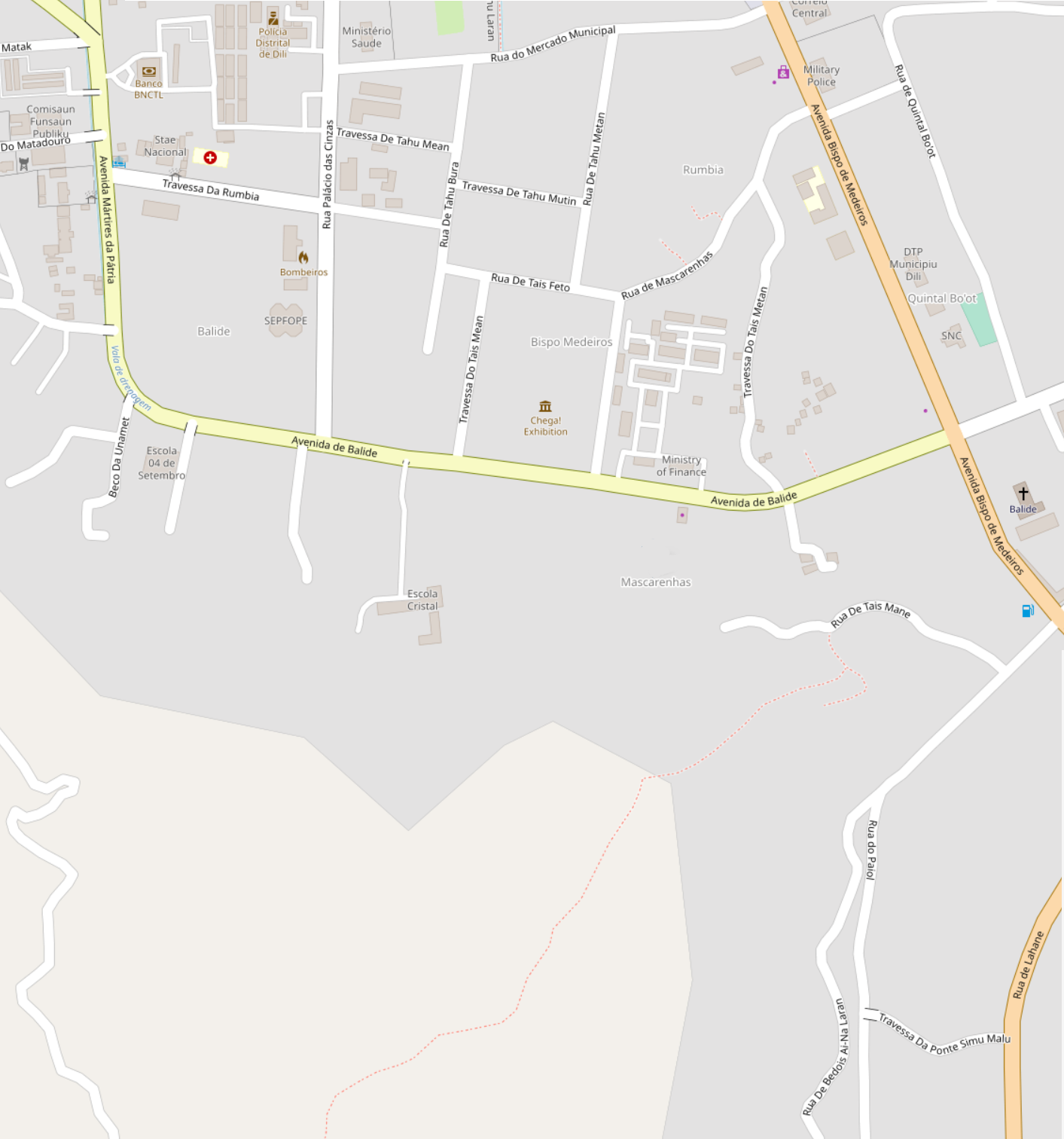
Straßenkarte des Sucos Mascarenhas

Bispo Medeiros liegt auf einer Meereshöhe von 11 m im Nordosten des Sucos Mascarenhas (Verwaltungsamt Vera Cruz, Gemeinde Dili). Nördlich der Straßen Travessa de Tahu Mamar, Rua de Tais Feto und Rua de Mascarenhas befindet sich der Stadtteil Rumbia und südlich der Avenida de Balide der Stadtteil Mascarenhas. Quintal Qik liegt östlich der Avenida Bispo Medeiros und Balide westlich der Rua de Palácio das Cinzas.
In Bispo Medeiros befinden sich das ehemalige Gefängnis Comarca mit dem Centro Nacional Chega!, eine Zweigstelle des Finanzministeriums und der Sitz des Suco Mascarenhas.